# マキシム・ミルゴロドスキー
マキシム・ヴィクトロヴィチ・ミルゴロドスキー（ウクライナ語: Макси́м Ві́кторович Миргородський、1979年9月27日 - ）は、ウクライナの軍人。2021年8月9日から2024年2月11日までウクライナ空中機動軍司令官を務めた。

## 栄典
- 1等ボフダーン・フメリニツキー勲章 - 2015年4月24日[7]
- 2等ボフダーン・フメリニツキー勲章 - 2014年11月27日[8]
- 3等ボフダーン・フメリニツキー勲章 - 2014年7月5日[9]
- 3等勇敢勲章 - 2014年8月2日[10]
- ウクライナ軍務勲章（英語版） - 2011年12月5日[11]